# Maefort
Maefort (węg. Magyar Aeroforgalmi Rt. – Węgierski Transport Lotniczy) – pierwsza węgierska linia lotnicza realizująca przewozy pocztowe i pasażerskie założona w 1920 roku.

## Historia
Linia rozpoczęła działalność lotniczą w maju 1920 roku, realizując przewozy poczty pomiędzy Budapesztem a Szombathely, Miszkolcem i Segedynem. Firma dysponowała ośmioma, pozyskanymi z austriackiego demobilu samolotami Phönix C.I. W 1921 roku samoloty Maefort przewiozły również pierwszych pasażerów. Obok działalności przewozowej, firma prowadziła również szkolenia personelu latającego. W tym samym roku linie zaprzestały dalszej działalności. Postanowienia Traktatu z Trianon zabraniały Węgrom posiadania własnych przewoźników lotniczych i budowy samolotów. Tym samym komisja wojskowa państw Ententy uznała, iż istnienie firmy łamie postanowienia traktatowe. Z tego powodu, zatrudnieni w Maefort pracownicy, oficjalnie byli urzędnikami na etatach urzędów i ministerstw państwowych. Dużą rolę w egzekwowaniu postanowień z Trianon odegrała Francja, której linia lotnicza powstała we współpracy z Rumunią, Compagnie franco-roumaine de navigation aérienne (CFRNA) miała wyłączność na obsługę połączeń z Paryża do Bukaresztu, przez Pragę, Wiedeń, Budapeszt i Belgrad. Tym samym była zainteresowana pozbyciem się potencjalnej, węgierskiej konkurencji. W ciągu swojego krótkiego istnienia, Maefort przewiozły 43 pasażerów, 2045 kg poczty i ładunków na łącznym dystansie 34 720 km.